# Guillaume Herman de Borchgrave d'Altena
Guillaume Herman Joseph de Borchgrave d'Altena (Mechelen-Bovelingen, 7 juli 1836 - Genoelselderen, 2 oktober 1864) was een Belgisch volksvertegenwoordiger en burgemeester.

## Biografie

### Familie
Graaf Guillaume de Borchgrave was een van de twee zoons van graaf Guillaume de Borchgrave d'Altena, burgemeester van Mechelen-Bovelingen, lid van de Tweede Kamer en senator, en barones Marie-Thérèse van der Burch. Hij was een broer van graaf François de Borchgrave d'Altena, burgemeester van Mechelen-Bovelingen, provincieraadslid van Limburg, volksvertegenwoordiger en senator, en een schoonbroer van baron Camille de Tornaco, provincieraadslid van Luik, volksvertegenwoordiger en voorzitter van de Senaat.
Hij was ongehuwd.

### Loopbaan
Borchgrave d'Altena werd burgemeester van Genoelselderen in 1862 en provincieraadslid van Limburg in 1864.
Op 11 augustus 1864 werd hij verkozen tot katholiek volksvertegenwoordiger voor het arrondissement Tongeren. Op 2 oktober 1864 werden zijn mandaten van burgemeester en volksvertegenwoordiger door zijn onverwachte dood abrupt beëindigd. Zo heeft hij slechts enkele dagen in de Kamer kunnen zetelen; Gustave de Woelmont volgde hem op.